# Al-Muharraq Sports Club
Il Al-Muharraq Sports Club è una società polisportiva del Bahrein con sede nella città di Al Muharraq.
La polisportiva è attiva nei seguenti sport:
- bowling
- calcio
- pallacanestro
- pallavolo

La squadra di calcio è la più antica di tutto il Golfo Persico ed è anche la società più titolata di tutto il Bahrein.

## Storia
L'Al-Muharraq è stato fondato nel 1928. L'Al-Muharraq ha prodotto molti giocatori per la nazionale del Bahrein come Mohamed Salmeen, Rashid Al Dossary, Ali Hassan, Ali Amer ed Ebrahim Al Mishkhas.
L'Al-Muharraq ha portato professionisti stranieri nel campionato bahreinita come l'attaccante brasiliano Leandson Dias da Silva noto anche come Rico e il bosniaco Adnan Sarajlic, il difensore brasiliano Juliano de Paola e Jamal Ebraro dal Marocco. Rico nel 2008 ha vinto il titolo di miglior marcatore dell'anno IFFHS, per aver realizzato il maggior numero di gol in una singola stagione, con 19 reti messe a segno.
Il 2008 fu un anno di grandi soddisfazioni per l'Al-Muharraq, che vinse il quadruple (campionato bahreinita, Coppa del Re, Coppa del Principe della Corona e Coppa dell'AFC). L'Al-Muharraq è stata la prima squadra bahreinita a vincere una competizione continentale.
Il 10 giugno 2012, l'Al-Muharraq ha vinto per la prima volta la Coppa dei Campioni del Golfo.

## Palmarès

### Competizioni nazionali
- Bahraini Premier League: 35

1957, 1958, 1960, 1961, 1962, 1963, 1964, 1965, 1966, 1967, 1970, 1971, 1973, 1974, 1976, 1980, 1983, 1984, 1986, 1988, 1991, 1992, 1995, 1998-1999, 2000-2001, 2001-2002, 2003-2004, 2005-2006, 2006-2007, 2007-2008, 2008-2009, 2010-2011, 2014-2015, 2017-2018, 2024-2025
- Bahraini King's Cup: 32

1952, 1953, 1954, 1958, 1959, 1961, 1962, 1963, 1964, 1966, 1967, 1972, 1974, 1975, 1978, 1979, 1983, 1984, 1989, 1990, 1993, 1996, 1997, 2002, 2005, 2008, 2009, 2011, 2012, 2013, 2016
- Bahraini FA Cup: 3

2005, 2009, 2012
- Bahraini Crown Prince Cup: 5

2001, 2006, 2007, 2008, 2009
- Bahraini Super Cup: 4

2006, 2012, 2013, 2018

### Competizioni internazionali
- Coppa dell'AFC: 2

2008, 2021
- Coppa dei Campioni del Golfo: 1

2012

### Altri piazzamenti
- Bahraini Premier League:

Secondo posto: 2004-2005, 2011-2012, 2012-2013, 2015-2016
- Bahraini King's Cup:

Finalista: 1960, 1977, 2003, 2024
- Coppa dell'AFC:

Finalista: 2006
- Coppa delle Coppe dell'AFC:

Finalista: 1990-1991
- Coppa dei Campioni del Golfo:

Secondo posto: 1989, 2002, 2003
Semifinalista: 2009
Terzo posto: 1987
- Coppa dei Campioni araba per club:

Finalista: 1993

## Partecipazioni alle Competizioni Internazionali
- AFC Champions League: 5 apparizioni

1986 – Preliminari
1988 – Preliminari
1990 – Ritirata ai Gironi
1993 – Fase a Gironi
1994 – Fase a Gironi
- AFC Cup: 4 apparizioni

2006 - Finalista
2007 - Fase a Gironi
2008 - Vincitore
2009 - Fase a Gironi
2013 - Ritirata
- Coppa delle Coppe dell'AFC: 2 apparizioni

1991 – Finalista
1995 – 2º round
- Coppa dei Campioni del Golfo: 11 apparizioni
1987: Terzo Posto
1989: Secondo Posto
1993: Quarto Posto
2002: Secondo Posto
2003: Secondo Posto
2006: Fase a Gironi
2007: Fase a Gironi
2008: Fase a Gironi
2010: Semi-finale
2012: Vincitore
2013: Quarti di Finale

## Organico

### Rosa 2024-2025
| N. |                    | Ruolo | Calciatore         |
| -- | ------------------ | ----- | ------------------ |
| 1  | Bahrein (bandiera) | P     | Ali Al-Shaer       |
| 2  | Bahrein (bandiera) | D     | Mohamed Abduqlader |
| 4  | Bahrein (bandiera) | D     | Faris Alhawaj      |
| 6  | Bahrein (bandiera) | D     | Abdulla Al Awadhi  |
| 8  | Bahrein (bandiera) | C     | Ali Al Alawi       |
| 9  | Bahrein (bandiera) | A     | Sayed Hussain      |
| 10 | Bahrein (bandiera) | C     | Khalid Mohammed    |
| 11 | Bahrein (bandiera) | D     | Hassan Koofi       |
| 12 | Bahrein (bandiera) | D     | Mohammed Almajed   |
| 13 | Bahrein (bandiera) | C     | Jassim TT          |

| N. |                                | Ruolo | Calciatore        |
| -- | ------------------------------ | ----- | ----------------- |
| 14 | Bahrein (bandiera)             | A     | Fawaz Al Shaikh   |
| 15 | Bahrein (bandiera)             | C     | Ringo             |
| 17 | Bahrein (bandiera)             | C     | Ali Bukamal       |
| 18 | Bahrein (bandiera)             | C     | Ahmed Felaifel    |
| 20 | Bahrein (bandiera)             | C     | Ali Daylami       |
| 24 | Bahrein (bandiera)             | C     | Ahmed Shaker      |
| 28 | Bahrein (bandiera)             | A     | Essa Ali          |
| 30 | Bahrein (bandiera)             | P     | Abdulla Al-Jowder |
| 31 | Emirati Arabi Uniti (bandiera) | P     | Abdulla Yousif    |
|    | Brasile (bandiera)             | C     | Fabrício Isidoro  |